# Chef de famille
Dans la plupart des systèmes juridiques occidentaux, le père était le chef de famille avant les grandes réformes juridiques des années 1970 reconnaissant l'égalité des femmes dans le mariage en tant qu'épouses et mères.
Le statut de chef de famille est le résultat de la combinaison de deux pouvoirs historiquement donnés à l'homme par la loi : la puissance maritale ou coverture (la femme est sous la tutelle économique du mari) et la puissance paternelle (le père exerce à lui seul l'autorité parentale).
Dans bon nombre de pays, la puissance maritale a été abolie longtemps avant la puissance paternelle, de sorte qu'il fut une époque historique intermédiaire où le mari n'exerçait aucune tutelle économique sur son épouse mais où il continuait néanmoins à exercer un pouvoir inégal en tant que père.

## Droit par pays

### Droit canadien

#### Gouvernement fédéral
La notion de chef de famille était employée dans les recensements de Statistique Canada jusque dans les années 1970 et elle désignait le père. Dans les années 1980, l'organisme a cessé d'utiliser cette catégorie à la suite de propositions visant à désexualiser les produits statistiques.

#### Droit québécois
Selon le professeur de droit Louis Perret, le Code civil du Bas-Canada adopté en 1866 avait un caractère autocratique en matière de droit de la famille : « En 1866, le mari en est le chef, il assume la direction et la responsabilité du foyer (art. 175 et 176). Sa femme est frappée d’incapacité (art. 986), il lui doit protection et elle lui doit obéissance (art. 174) ».
Ces notions sont remplacées par la direction morale et matérielle des époux à l'article 394 du Code civil du Québec.

### Droit français
La notion juridique de chef de famille n'existe plus en France depuis 1970. Le chef de famille détenait la puissance paternelle et avait priorité dans la signature des contrats. Il était le patriarche de la famille dans le sens où celle-ci retrouvait son unité en lui.